# 景风门站
景风门站位于中国北京市丰台区右安门街道右安门外大街与玉林南路交叉口，属于北京地铁14号线与19号线的地铁换乘站，因站位所在区域为金中都景风门遗址所在地而得名。因丽泽商务区站进场滞后，14号线分东、西两段运营，本站暂不开通，14号线东段所有列车均使用本站东端一条渡线进行站前折返，直至2021年11月11日贯通跑图试运行，14号线部分已于2021年12月31日开通。19号线景风门站于2022年7月30日开通。

## 车站结构

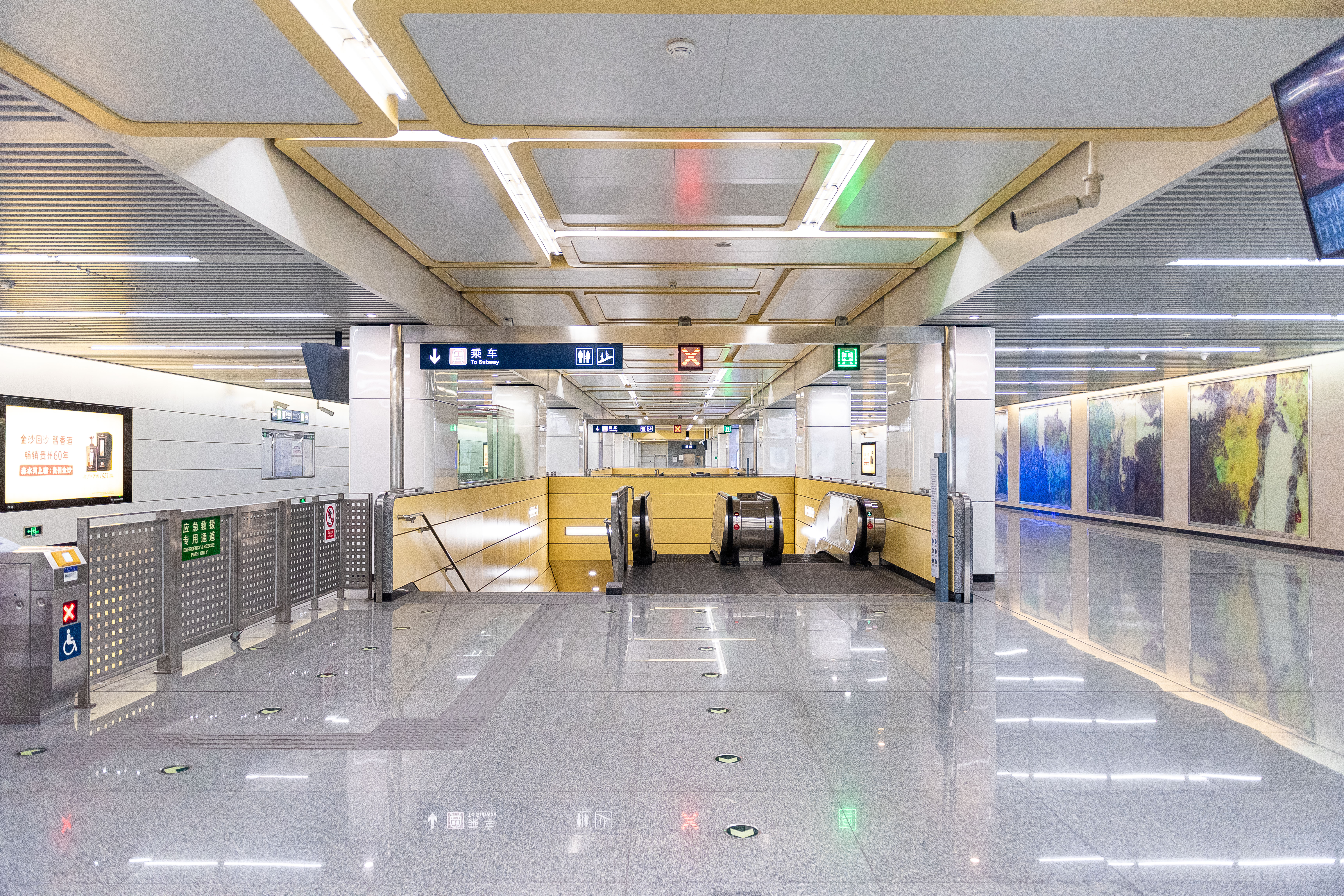
14号线站厅

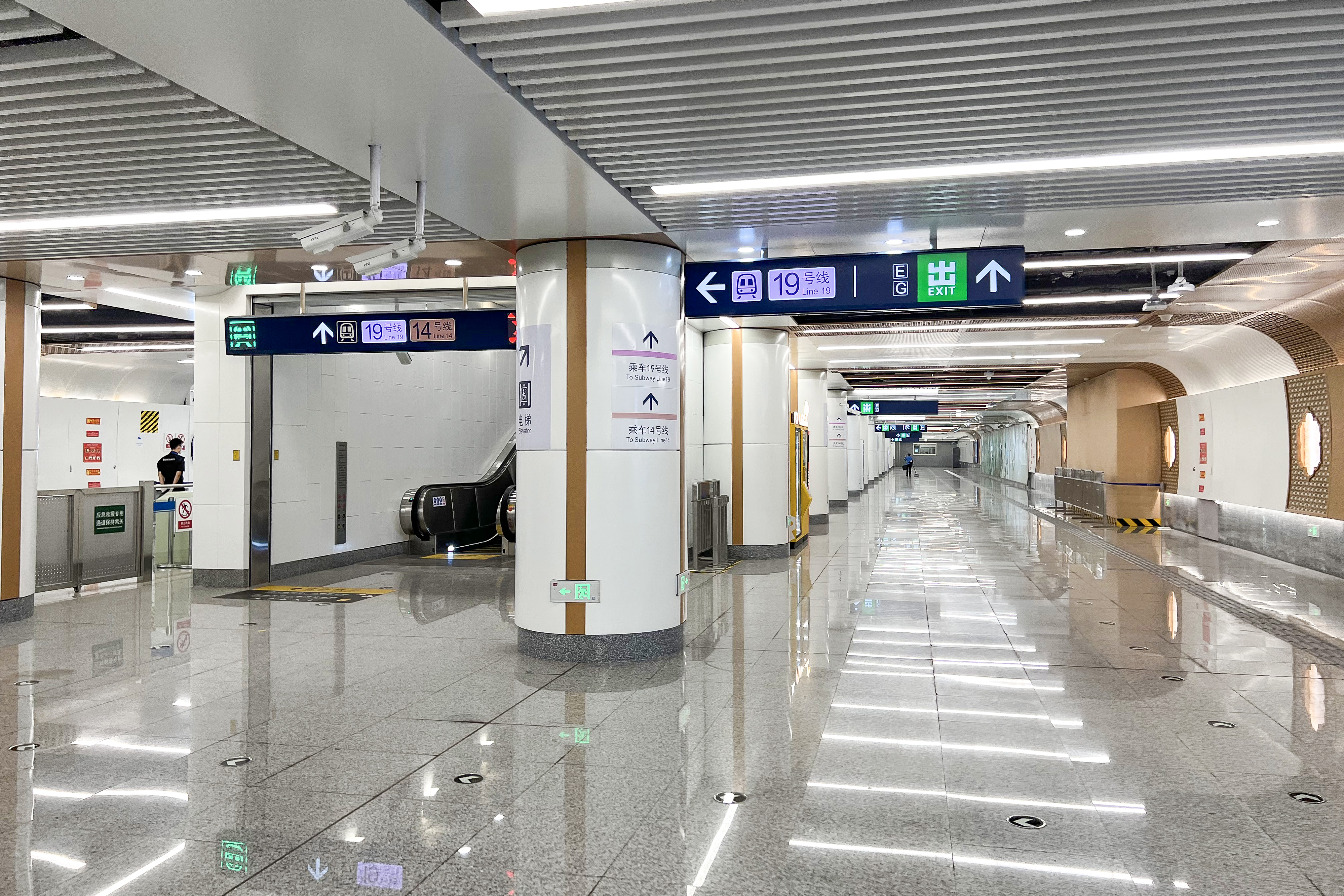
19号线站厅

14号线景风门站为地下三层两柱三跨岛式车站，位于右安门外大街与凉水河相交处的东北侧，全长186.4米，标准段宽20.9米，设有东西两个出入口（编号分别为B、D）、3个紧急出口和2个风道。19号线景风门站为暗挖双层双柱三跨岛式车站，沿右安门外大街南北向设置，总长248.8米，标准段结构宽22.6米，高15.62米，底板埋深约23米。19号线在本站上跨14号线，使本站成为罕见的将站厅布置于站台下方的地下站。
在19号线车站开通初期至今，14号线与19号线之间的换乘均需经由19号线站台南侧的楼梯及其上层的14号线站厅。
| 地面 | 街道               | 出入口、D/E口客务中心、自动售票机、进出站闸机 |  |  |
| B1层 | 14号线站厅         | B口客务中心、自动售票机、进出站闸机           |  |  |
| B2层 |                    | █ 19号线 往牡丹园（牛街）                     |  |  |
|      | 岛式站台，左侧开门 |                                               |  |  |
|      |                    | █ 19号线 往新宫（草桥）                       |  |  |
|      | 设备层             | 14号线车站设备                                |  |  |
| B3层 | 19号线站厅         | G口客务中心、自动售票机、进出站闸机           |  |  |
|      |                    | █ 14号线 往张郭庄（西铁营）                   |  |  |
|      | 岛式站台，左侧开门 |                                               |  |  |
|      |                    | █ 14号线 往善各庄（北京南站）                 |  |  |

## 出入口
本站共设B、D、E、G四个出入口，按照规划，D口和G口设有垂直电梯，但目前直梯尚未启用。
|                           |                      |                  |      |            |
|                           |                      |                  |      |            |
| 编号                      | 指示                 | 建议前往的目的地 | 图片 | 无障碍设施 |
| 连通 14号线站厅           |                      |                  |      |            |
| 出口 · B                  | 玉林南路（北侧）     |                  |      | 不適用     |
| 出口 · D · 轮椅辅助车标志 | 右安门外大街（东侧） | 丰台区妇幼保健院 |      |            |
| 连通 19号线站厅           |                      |                  |      |            |
| 出口 · E                  | 右安门外大街（西侧） |                  |      | 不適用     |
| 出口 · G                  | 右安门外大街（西侧） |                  |      | 不適用     |
| 註： 設有輪椅輔助車       |                      |                  |      |            |

## 历史
本站在早期的规划和建设过程中称右安门外站或右安门外大街站，在2015年10月公布的14号线中段车站命名预案中称景风门站。
2021年12月31日首班车起，14号线景风门站开通，19号线则甩站通过。
2022年1月17日，19号线景风门站单位工程通过验收。7月30日，19号线景风门站开通运营。

## 事故
2021年11月2日上午9时许，右安门外大街西侧、本站19号线工地1号风井上方发生地面局部塌陷事故，共造成1人重伤、4人轻伤。事故还造成玉东一社区等7个小区4447户居民停水；2391户居民、77家商户停电。11月2日13时45分，右安门外大街东半幅道路恢复通行；11月3日1时40分，右安门外大街主路交通恢复；11月4日5时，通信、自来水、电力恢复正常；11月5日，人行步道恢复正常。